# Сіверсько-Донецький національний природний парк
Сі́версько-Доне́цький націона́льний приро́дний парк — колишня природоохоронна територія на території Кремінського району Луганської області. Проіснував з 11 грудня 2009 року до 21 жовтня 2010 року. 2019 року на його основі був створений НПП «Кремінські ліси».

## Історія
Природний парк створено 11 грудня 2009 року згідно з указом президента України Віктора Ющенка з метою збереження, відтворення і раціонального використання типових та унікальних природних комплексів і об'єктів степової зони, що мають важливе природоохоронне, рекреаційне та культурно-освітнє значення.
До території національного природного парку «Сіверсько-Донецький» погоджено в установленому порядку включення 7007 гектарів земель державної власності, у тому числі:
- 3020 гектарів земель Державного підприємства «Кремінське лісомисливське господарство», що вилучаються в установленому порядку та надаються національному природному парку в постійне користування,
- 3987 гектарів земель Державного підприємства «Кремінське лісомисливське господарство», що включаються до складу національного природного парку без вилучення у названого підприємства.

## Процес створення
Згідно з указом президента Кабінет Міністрів України повинен:
1. забезпечити:
  1. вирішення питання щодо утворення адміністрації національного природного парку «Сіверсько-Донецький» та забезпечення її функціонування;
  2. затвердження у тримісячний строк у встановленому порядку Положення про національний природний парк «Сіверсько-Донецький»;
  3. підготовку протягом 2010–2011 років матеріалів та вирішення відповідно до законодавства питання щодо вилучення у Державного підприємства «Кремінське лісомисливське господарство» 3020 гектарів земель і надання їх у постійне користування національному природному парку «Сіверсько-Донецький», а також розроблення проєкту землеустрою щодо відведення земельних ділянок та проєкту землеустрою з організації та встановлення меж національного природного парку, отримання державних актів на право постійного користування земельними ділянками;
  4. розроблення протягом 2010–2012 років та затвердження в установленому порядку Проєкту організації території національного природного парку «Сіверсько-Донецький», охорони, відтворення та рекреаційного використання його природних комплексів і об'єктів;
  5. підготовку протягом 2010–2012 років матеріалів щодо розширення території національного природного парку «Сіверсько-Донецький» відповідно до наукового обґрунтування;
2. передбачати під час доопрацювання проєкту Закону України «Про Державний бюджет України на 2010 рік» та підготовки проєктів законів про Державний бюджет України на наступні роки кошти, необхідні для функціонування національного природного парку «Сіверсько-Донецький».

## Ліквідація парку
21 жовтня 2010 року Вищий адміністративний суд України видав постанову, якою визнано незаконність Указу Президента України від 11 грудня 2009 року № 1040/2009 "Про створення національного природного парку «Сіверсько-Донецький». Це стало першим в історії України прецедентом скасування судом статусу національного парку.